# الفرقة الأمنية 281 (الفيرماخت)
الفرقة الأمنية 281 (281. Sicherungs-Division) فرقة أمنية في الفيرماخت لألمانيا النازية. تم إنشاء الوحدة في عام 1941، وتم نشرها في المناطق التي تحتلها ألمانيا في الاتحاد السوفيتي، في منطقة المنطقة الخلفية لمجموعة الجيوش الشمالية. تم تحويل الوحدة إلى فرقة مشاة في عام 1945، بينما كانت متمركزة في كورلاند.

## تاريخ العمليات
تشكلت الفرقة الأمنية 281 في مارس 1941 في المنطقة الخلفية لمجموعة الجيوش الشمالية ، في شمال روسيا. في أوائل عام 1942، بقيادة الجنرال تيودور شيرير، حاصرت القوات السوفيتية في كولم عناصر الفرقة في ما أصبح يعرف باسم جيب كولم. تم تحرير الجيب بعد أربعة أشهر.  على مدى العامين المقبلين، تمركزت في القطاع الشمالي وشاركت في تامين المنطقة الخلفية والعمليات المناهضة للبارتزيا، على الرغم من أن عناصر الفرقة شهدت تحركًا في الخط الأمامي. واحدة من العمليات الرئيسية المناهضة للبارتزيان التي شاركت فيها كانت عملية Frühjahrsbestellung في أبريل 1943.  تم تدميرها في منتصف عام 1944.
أعيد تشكيلها في كورلاند في يناير 1945 باسم فرقة المشاة 281. تراجعت إلى نهر أودر، حيث استسلمت في مايو مع بقية عناصر الجيش الثالث بانزر. 